# Jean Jaubert de Barrault
Pour les articles homonymes, voir Jaubert et Barrault.
Jean Jaubert de Barrault (1584, Blaignac - † le 30 juillet 1643, Bordeaux) fut évêque de Bazas, évêque du Diocèse étranger puis archevêque d'Arles.

## Biographie

### Premières années
Jean Jaubert de Barrault est né en 1584 à Blaignac.  Il est le fils d’Aymeric Jaubert de Barrault et de Guyonne de la Motte. Il fait ses premières études à Bordeaux où il obtient une licence in utroque jure en janvier 1598
Il étudie aussi à La Flèche vers 1606-1609 et complète sa connaissance de la théologie à Rome. Il est tonsuré le 9 juin 1591 et il est sous diacre lors de sa promotion à l'épiscopat mais aussi abbé commendataire de Solignac dans le diocèse de Limoges et prieur de Saint-Aubin dans le diocèse de Bazas et archidiacre de Bazas.

### Le prélat
Évêque  de Bazas (archevêché d'Auch) en février 1605, il est nommé en 1611 évêque du Diocèse étranger et consacré évêque le 7 août 1611 à Rome  par le Cardinal François de La Rochefoucauld l'évêque de Senlis. En 1630, il est transféré à Arles où le 20 juillet, il accède au siège d'archevêque de cette ville. Il est confirmé le 12 mai 1631. 
Très lié avec les bénédictins de Saint Maur, il introduit cette réforme bénédictine dans les monastères arlésiens, celui de Saint-Jean et celui de Montmajour. À Montmajour, il se heurte à l'opposition des moines. Il doit faire appel en 1638 à des lettres patentes du roi lui autorisant si nécessaire à recourir à l'Intendant de Provence pour imposer le concordat de 1639. Les Mauristes prennent possession de ce monastère à la Saint-Michel 1639.
Malade, Jean Jaubert de Barrault doit s'éloigner d'Arles, d'abord à Paris puis à Bordeaux où il décède le 30 juillet 1643. Il est remplacé à l'archevêché par son coadjuteur, François de Grignan.